# Wereldkampioenschappen kortebaanzwemmen 2000
Na Hongkong was het een jaar later alweer de beurt aan Athene om op te treden als gastheer van de vijfde editie van de wereldkampioenschappen zwemmen kortebaan (25 meter). Het toernooi in de Griekse hoofdstad had plaats van donderdag 16 maart tot en met zondag 19 maart 2000, en werd gehouden in het overdekte 25-meterbassin van het Olympisch complex. Aan het pre-olympische toernooi deden 563 zwemmers en zwemsters mee, afkomstig uit 78 landen. Het evenement resulteerde in vijftien wereldrecords, waarvan er zes op naam kwamen van de Verenigde Staten en evenzovele op naam van Zweden. Omdat elk wereldrecord werd beloond met 15.000 dollar, moesten de FINA en haar sponsors in totaal een half miljoen gulden uitkeren. Namens Nederland deden Stefan Aartsen en Chantal Groot mee; de rest van de KNZB-ploeg gaf de voorkeur aan de voorbereiding(en) op de olympische langebaan (50 meter).

## Podia

### Mannen
| Afstand:             | Goud:                                                                    | Tijd       | Zilver:                                                                     | Tijd     | Brons:                                                                    | Tijd     |
| Vrije Slag           |                                                                          |            |                                                                             |          |                                                                           |          |
| Mannen 50 m          | Mark Foster Verenigd Koninkrijk                                          | 21,58      | Brendon Dedekind Zuid-Afrika                                                | 21,62    | Stefan Nystrand Zweden                                                    | 21,80    |
| Mannen 100 m         | Lars Frölander Zweden                                                    | 46,80      | Stefan Nystrand Zweden                                                      | 47,73    | Scott Tucker Verenigde Staten                                             | 47,82    |
| Mannen 200 m         | Bela Szabados Hongarije                                                  | 1.45,27    | Massimiliano Rosolino Italië                                                | 1.45,63  | Chad Carvin Verenigde Staten                                              | 1.45,79  |
| Mannen 400 m         | Chad Carvin Verenigde Staten                                             | 3.41,13    | Paul Palmer Verenigd Koninkrijk                                             | 3.42,70  | Massimiliano Rosolino Italië                                              | 3.43,68  |
| Mannen 1500 m        | Jörg Hoffmann Duitsland                                                  | 14.47,57   | Igor Chervynskyi Oekraïne                                                   | 14.48,20 | Chad Carvin Verenigde Staten                                              | 14.51,23 |
| Rugslag              |                                                                          |            |                                                                             |          |                                                                           |          |
| Mannen 50 m          | Neil Walker Verenigde Staten                                             | 23,99      | Lenny Krayzelburg Verenigde Staten                                          | 24,24    | Rodolfo Falcón Cuba                                                       | 24,32    |
| Mannen 100 m         | Neil Walker Verenigde Staten                                             | 50,75 WR   | Rodolfo Falcón Cuba                                                         | 52,87    | Derya Büyükuncu Turkije                                                   | 52,88    |
| Mannen 200 m         | Gordan Kožulj Kroatië                                                    | 1.53,31    | Brad Bridgewater Verenigde Staten                                           | 1.53,87  | Volodymyr Nikolaychuk Oekraïne                                            | 1.55,33  |
| Schoolslag           |                                                                          |            |                                                                             |          |                                                                           |          |
| Mannen 50 m          | Mark Warnecke Duitsland                                                  | 27,22      | Brendon Dedekind Zuid-Afrika                                                | 27,27    | Oleg Lisogor Oekraïne                                                     | 27,30    |
| Mannen 100 m         | Roman Sloudnov Rusland                                                   | 58,57      | Zhu Yi China                                                                | 59,99    | Roman Ivanovsky Rusland                                                   | 1.00,05  |
| Mannen 200 m         | Roman Sloudnov Rusland                                                   | 2.07,59 WR | Terence Parkin Zuid-Afrika                                                  | 2.07,91  | Andrei Ivanov Rusland                                                     | 2.09,90  |
| Vlinderslag          |                                                                          |            |                                                                             |          |                                                                           |          |
| Mannen 50 m          | Mark Foster Verenigd Koninkrijk                                          | 23,30      | Neil Walker Verenigde Staten                                                | 23,46    | Muhammad Sabir Verenigde Staten                                           | 23,56    |
| Mannen 100 m         | Lars Frölander Zweden                                                    | 50,44 WR   | James Hickman Verenigd Koninkrijk                                           | 51,53    | Denys Sylantjev Oekraïne                                                  | 51,84    |
| Mannen 200 m         | James Hickman Verenigd Koninkrijk                                        | 1.53,57    | Shamek Pietucha Canada                                                      | 1.54,27  | Anatoly Polyakov Rusland                                                  | 1.54,47  |
| Wisselslag           |                                                                          |            |                                                                             |          |                                                                           |          |
| Mannen 100 m         | Neil Walker Verenigde Staten                                             | 52,79 WR   | Jani Sievinen Finland                                                       | 54,08    | James Hickman Verenigd Koninkrijk                                         | 54,38    |
| Mannen 200 m         | Jani Sievinen Finland                                                    | 1.56,27    | James Hickman Verenigd Koninkrijk                                           | 1.56,86  | Massimiliano Rosolino Italië                                              | 1.58,05  |
| Mannen 400 m         | Jani Sievinen Finland                                                    | 4.09,54    | Terence Parkin Zuid-Afrika                                                  | 4.10,56  | Michael Halika Israël                                                     | 4.10,90  |
| Vrije Slag Estafette |                                                                          |            |                                                                             |          |                                                                           |          |
| Mannen 4×100 m       | Zweden Johan Nyström Lars Frölander Mattias Ohlin Stefan Nystrand        | 3.09,57 WR | Verenigde Staten Scott Tucker Josh Davis Muhammad Sabir Neil Walker         | 3.10,98  | Duitsland Mitja Zastrow Stefan Herbst Christian Tröger Stephan Kunzelmann | 3.13,69  |
| Mannen 4×200 m       | Verenigde Staten Josh Davis Neil Walker Scott Tucker Chad Carvin         | 7.01,33 WR | Verenigd Koninkrijk Edward Sinclair Marc Spackman Paul Palmer James Salter  | 7.03,06  | Rusland Denis Pimankov Anatoli Poliakov Dmitri Chernychev Andrej Kapralov | 7.05,24  |
| Wisselslag Estafette |                                                                          |            |                                                                             |          |                                                                           |          |
| Mannen 4×100 m       | Verenigde Staten Lenny Krayzelburg Jarrod Marrs Neil Walker Scott Tucker | 3.30,03    | Duitsland Sebastian Halgasch Björn Nowakowski Thomas Rupprath Stefan Herbst | 3.31,77  | Verenigd Koninkrijk Neil Willey Darren Mew James Hickman Paul Belk        | 3.32,08  |

### Vrouwen
| Afstand:             | Goud:                                                                         | Tijd       | Zilver:                                                                   | Tijd    | Brons:                                                                        | Tijd    |
| Vrije Slag           |                                                                               |            |                                                                           |         |                                                                               |         |
| Vrouwen 50 m         | Therese Alshammar Zweden                                                      | 23,59 WR   | Sandra Völker Duitsland                                                   | 24,77   | Alison Sheppard Verenigd Koninkrijk                                           | 24,80   |
| Vrouwen 100 m        | Therese Alshammar Zweden                                                      | 52,17 WR   | Jenny Thompson Verenigde Staten                                           | 53,14   | Martina Moravcová Slowakije                                                   | 53,88   |
| Vrouwen 200 m        | Yang Yu China                                                                 | 1.56,06    | Martina Moravcová Slowakije                                               | 1.56,46 | Natalya Baranovskaya Wit-Rusland                                              | 1.57,54 |
| Vrouwen 400 m        | Lindsay Benko Verenigde Staten                                                | 4.02,44    | Jana Klotsjkova Oekraïne                                                  | 4.04,39 | Chen Hua China                                                                | 4.06,63 |
| Vrouwen 800 m        | Chen Hua China                                                                | 8.17,03    | Brooke Bennett Verenigde Staten                                           | 8.19,66 | Flavia Rigamonti Zwitserland                                                  | 8.21,57 |
| Rugslag              |                                                                               |            |                                                                           |         |                                                                               |         |
| Vrouwen 50 m         | Antje Buschschulte Duitsland                                                  | 27,90      | Marylyn Chiang Canada                                                     | 28,03   | Kellie McMillan Australië                                                     | 28,06   |
| Vrouwen 100 m        | Sandra Völker Duitsland                                                       | 58,66      | Marylyn Chiang Canada                                                     | 59,33   | Antje Buschschulte Duitsland                                                  | 59,37   |
| Vrouwen 200 m        | Antje Buschschulte Duitsland                                                  | 2.07,29    | Clementine Stoney Australië                                               | 2.08,64 | Lindsay Benko Verenigde Staten                                                | 2.08,85 |
| Schoolslag           |                                                                               |            |                                                                           |         |                                                                               |         |
| Vrouwen 50 m         | Sarah Poewe Zuid-Afrika                                                       | 30,66      | Hao Ping China                                                            | 31,22   | Tara Kirk Verenigde Staten                                                    | 31,47   |
| Vrouwen 100 m        | Sarah Poewe Zuid-Afrika                                                       | 1.06,21    | Alicja Pęczak Polen                                                       | 1.07,69 | Yelena Bogomazova Rusland                                                     | 1.08,27 |
| Vrouwen 200 m        | Rebecca Brown Australië                                                       | 2.23,41    | Alicja Peczak Polen                                                       | 2.24,24 | Brooke Hanson Australië                                                       | 2.25,30 |
| Vlinderslag          |                                                                               |            |                                                                           |         |                                                                               |         |
| Vrouwen 50 m         | Jenny Thompson Verenigde Staten                                               | 26,13      | Anna-Karin Kammerling Zweden                                              | 26,16   | Nicola Jackson Verenigd Koninkrijk                                            | 26,85   |
| Vrouwen 100 m        | Jenny Thompson Verenigde Staten                                               | 57,67      | Johanna Sjöberg Zweden                                                    | 57,96   | Karen Campbell Verenigde Staten                                               | 58,86   |
| Vrouwen 200 m        | Mette Jacobsen Denemarken                                                     | 2.08,10    | Katrin Jaeke Duitsland                                                    | 2.09,42 | Otylia Jędrzejczak Polen                                                      | 2.09,61 |
| Wisselslag           |                                                                               |            |                                                                           |         |                                                                               |         |
| Vrouwen 100 m        | Martina Moravcová Slowakije                                                   | 59,71      | Marianne Limpert Canada                                                   | 1.02,00 | Alenka Kejžar Slovenië                                                        | 1.02,24 |
| Vrouwen 200 m        | Jana Klotsjkova Oekraïne                                                      | 2.08,97    | Martina Moravcová Slowakije                                               | 2.08,98 | Marianne Limpert Canada                                                       | 2.12,68 |
| Vrouwen 400 m        | Jana Klotsjkova Oekraïne                                                      | 4.32,45    | Nicole Hetzer Duitsland                                                   | 4.37,92 | Katie Jo Yevak Verenigde Staten                                               | 4.38,80 |
| Vrije Slag Estafette |                                                                               |            |                                                                           |         |                                                                               |         |
| Vrouwen 4×100 m      | Zweden Louise Jöhncke Therese Alshammar Anna-Karin Kammerling Johanna Sjöberg | 3.35,54    | Duitsland Katrin Meißner Antje Buschschulte Britta Steffen Sandra Völker  | 3.37,31 | Verenigd Koninkrijk Alison Sheppard Claire Huddart Karen Legg Karen Pickering | 3.37,93 |
| Vrouwen 4×200 m      | Verenigd Koninkrijk Claire Huddart Nicola Jackson Karen Legg Karen Pickering  | 7.49,11 WR | Verenigde Staten Lindsay Benko Brooke Bennett Tammie Stone Jenny Thompson | 7.50,59 | China Sun Dan Yang Lina Li Jin Yang Yu                                        | 7.52,70 |
| Wisselslag Estafette |                                                                               |            |                                                                           |         |                                                                               |         |
| Vrouwen 4×100 m      | Zweden Therese Alshammar Emma Igelström Johanna Sjöberg Anna-Karin Kammerling | 3:59.53    | Duitsland Sandra Völker Janne Schäfer Katrin Jäke Katrin Meißner          | 4.01,47 | Verenigde Staten Jamie Reid Anita Nall Jenny Thompson Tammie Stone            | 4.02,51 |

## WereldrecordsinAthene
| Zwemmer(s)                             | Land                | Afstand                        | Tijd    |
| -------------------------------------- | ------------------- | ------------------------------ | ------- |
| Neil Walker                            | Verenigde Staten    | 50 meter rugslag mannen        | 24,04   |
| Frölander / Nystrom / Ohlin / Nystrand | Zweden              | 4×100 meter vrije slag mannen  | 3.09,57 |
| Huddart / Jackson / Legg / Pickering   | Verenigd Koninkrijk | 4×200 meter vrije slag vrouwen | 7.49,11 |
| Neil Walker                            | Verenigde Staten    | 50 meter rugslag mannen        | 23,42   |
| Lars Frölander                         | Zweden              | 100 meter vlinderslag mannen   | 50,59   |
| Therese Alshammar                      | Zweden              | 100 meter vrije slag vrouwen   | 52,17   |
| Roman Sloednov                         | Rusland             | 100 meter schoolslag mannen    | 58,51   |
| Lars Frölander                         | Zweden              | 100 meter vlinderslag mannen   | 50,44   |
| Davis / Walker / Tucker / Carvin       | Verenigde Staten    | 4×200 meter vrije slag mannen  | 7.01,33 |
| Therese Alshammar                      | Zweden              | 50 meter vrije slag vrouwen    | 23,59   |
| Jenny Thompson                         | Verenigde Staten    | 100 meter vlinderslag vrouwen  | 56,56   |
| Neil Walker                            | Verenigde Staten    | 100 meter wisselslag mannen    | 52,79   |
| Lars Frölander                         | Zweden              | 50 meter vlinderslag mannen    | 23,19   |
| Roman Sloednov                         | Rusland             | 200 meter schoolslag mannen    | 2.07,59 |
| Neil Walker                            | Verenigde Staten    | 100 meter rugslag mannen       | 50,75   |

## Medailleklassement
| Plaats | Land                | Goud | Zilver | Brons | Totaal |
| 1      | Verenigde Staten    | 9    | 8      | 8     | 25     |
| 2      | Zweden              | 7    | 3      | 1     | 11     |
| 3      | Duitsland           | 5    | 6      | 2     | 13     |
| 4      | Verenigd Koninkrijk | 4    | 4      | 5     | 13     |
| 5      | Zuid-Afrika         | 2    | 4      | 0     | 6      |
| 6      | Oekraïne            | 2    | 2      | 3     | 7      |
| 7      | China               | 2    | 2      | 2     | 6      |
| 8      | Finland             | 2    | 1      | 0     | 3      |
| 9      | Rusland             | 2    | 0      | 5     | 7      |
| 10     | Slowakije           | 1    | 2      | 1     | 4      |
| 11     | Australië           | 1    | 0      | 3     | 4      |
| 12     | Kroatië             | 1    | 0      | 0     | 1      |
| 12     | Denemarken          | 1    | 0      | 0     | 1      |
| 14     | Canada              | 0    | 4      | 1     | 5      |
| 15     | Polen               | 0    | 2      | 1     | 3      |
| 16     | Italië              | 0    | 1      | 2     | 3      |
| 17     | Cuba                | 0    | 1      | 1     | 2      |
| 18     | Hongarije           | 0    | 0      | 1     | 1      |
| 18     | Israël              | 0    | 0      | 1     | 1      |
| 18     | Slovenië            | 0    | 0      | 1     | 1      |
| 18     | Turkije             | 0    | 0      | 1     | 1      |
| 18     | Wit-Rusland         | 0    | 0      | 1     | 1      |
| 18     | Zwitserland         | 0    | 0      | 1     | 1      |
| Totaal | Totaal              | 40   | 40     | 40    | 120    |

Langebaan (50 meter):

mannen · vrouwen

Belgrado 1973 · 
Cali 1975 · 
West-Berlijn 1978 · 
Guayaquil 1982 · 
Madrid 1986 · 
Perth 1991 · 
Rome 1994 · 
Perth 1998 · 
Fukuoka 2001 · 
Barcelona 2003 · 
Montréal 2005 · 
Melbourne 2007 · 
Rome 2009 · 
Shanghai 2011 · 
Barcelona 2013 · 
Kazan 2015 · 
Boedapest 2017 ·
Gwangju 2019 · 
Boedapest 2022 · 
Fukuoka 2023 · 
Doha 2024 · 
Singapore 2025

Kortebaan (25 meter): 

Palma de Mallorca 1993 · 
Rio de Janeiro 1995 · 
Gotenburg 1997 · 
Hongkong 1999 · 
Athene 2000 · 
Moskou 2002 · 
Indianapolis 2004 · 
Shanghai 2006 · 
Manchester 2008 · 
Dubai 2010 · 
Istanboel 2012 · 
Doha 2014 · 
Windsor 2016 · 
Hangzhou 2018 · 
Abu Dhabi 2021 · 
Melbourne 2022 · 
Boedapest 2024